# Yasuma Takada
Yasuma Takada (27 décembre 1883 – 2 février) est un sociologue influent et un économiste japonais, principalement connu pour sa théorie de puissance des sciences économiques (power theory of economics).
Enseignant à l'Université de Kyoto, il a créé le « Social and Economic Research » (ISER) à l'université d'Osaka avec son étudiant, l'économiste Michio Morishima.